# Don't Want You No More
Singles de Mano Negra
Out of Time Man
Don't Want You No More est une chanson du groupe français Mano Negra, sortie sur l'album King of Bongo. 
Un single et un clip sont sortis en 1992 avec la version live de l'album In the Hell of Patchinko.